# 狼人 (中土大陸)
在托爾金的傳說故事集中，狼人（英語：Werewolves）是第一紀元時期魔苟斯部下恐怖的奴僕，他們由索倫所領導，索倫自己也曾變身為一隻巨大的狼人。在第一紀元的幾次戰役中，狼人跟半獸人、炎魔、惡龍一樣皆作為魔苟斯的軍隊對抗精靈、人類。
有可能第三紀元時期的座狼是狼人的後裔。
在第三紀元時期狼人似乎已銷聲匿跡:82。《魔戒》中僅有一次提及到狼人，灰袍巫師甘道夫告知佛羅多：索倫底下有著許多有血有肉的僕從，包括「半獸人、食人妖、座狼和狼人」。

## 狼人角色

### 卓古路因
卓古路因（Draugluin），最古老的狼人，貝爾蘭地區所有狼人的始祖，與牠的主子索倫駐守在西瑞安島上。牠終被神犬胡安所殺。後來貝倫利用牠的毛皮偽裝潛入安格班。

### 卡黑洛斯
卡黑洛斯（Carcharoth）是卓古路因的後裔，也是最為強大的狼人。由魔苟斯親自餵養，看守安格班的大門。牠在吞下精靈寶鑽後力量遽增，最終和胡安同歸於盡。